# Мемнонови колоси
Мемнонови колоси су две масивне статуе фараона Аменхотепа  које од око 1370. године п. н. е. стоје у Тебанској некрополи. Са друге стране реке Нил налази се град Луксор.
Пар статуа представља Аменхотепа III, египатског фараона из 14. века п. н. е., у седећем положају, са рукама на коленима и погледом усмереним ка истоку (исток-југоисток) и реци. Две мање скулптуре исклесане су спреда поред његових ногу; то су супруга Тиј и мајка Мутемвија. Са стране је приказан бог Нила Хапи и симболична унија Горњег и Доњег Египта представљена љиљаном и папирусом.
Статуе су израђене од блокова кварцита из каменолома у Гебел ел Ахмару, близу Каира. Транспортовани су 675 километара путем до Тебе, јер су претешки за речни транспорт узводно. Касније су римски инжењери реконструисали источног колоса користећи камен вероватно из Едфуа.
Димензије западног (јужног) колоса су:
- Висина постоља : 3,30
- Основа постоља : 10,5   5,5
- Висина статуе: 13,97
- Укупна висина : 17,27
- Висина са круном која им сада недостаје : 21
- Маса : постоља 556 тона; колоса 749 тона; укупно 1305 тона.[1]

Димензије источног (северног) колоса су:
- Висина постоља : 3,6
- Основа постоља : 10,5   5,5
- Висина статуе : 14,76
- Укупна висина : 18,36
- Висина са круном која им сада недостаје : 21
- Маса : постоља 602 тоне ; колоса 758 тона ; укупно 1360 тона.

Растојање међу колосима је 15 метара.
Обе статуе су веома оштећене, при чему нису препознатљиви детаљи изнад појаса. Западна статуа је у једном блоку, док источна има велику пукотину у доњем делу, а у горњем се састоји из 5 слојева стене. Ови горњи слојеви су од пешчара, и резултат су покушаја реконструкције из времена Римског царства. Верује се да су првобитно статуе биле идентичне и поред малих разлика у натписима.
Намена колоса је била да стражаре на улазу у посмртни храм Аменхотепа III. То је био огромни комплекс грађевина на 35 хектара у којима је фараон слављен као бог и пре и после смрти. У своје време то је био највећи комплекс храмова у Египту. Осим колоса, мало је преостало од овог храма. Сталне годишње поплаве реке Нил ослабиле су његове темеље, а и каснији владари су користили грађевински материјал са храмова за нове подухвате.

## Име и легенда
Мемнон је био херој из Тројанског рата, краљ Етиопије који је из Африке дошао у Малу Азију у помоћ браниоцима. Убио га је Ахил. Име Мемнон значи „господар зоре“, што се односи на звук који се могао чути из једне од статуа.
Велики земљотрес је 27. п. н. е. срушио горњи део источног колоса и направио велику пукотину у доњем делу. После овог догађаја, преостали део статуе би пред зору одавао звук. Најранији извештај о овом феномену потиче од историчара и географа Страбона, који тврди да је чуо овај звук 20. п. н. е. О томе су још писали Плиније, Паусанија и Јувенал. На самој статуи постоји око 90 графита посетилаца који су дошли да буду сведоци ове појаве.
Легенда о „звуку из колоса“ се проширила античким светом. Неколико римских императора је посетило колосе. Веровало се да они имају нешто божанско у себи или моћ предвиђања.
Око 199. цар Септимије Север је наредио поправку колоса у намери да добије наклоност богова. После ове интервенције, тајанствени звук се више није јављао.
Научници сматрају да је овај феномен био узрокован променом температуре у јутро и испаравањем росе из порозне стене. Слични звукови се данас могу чути у околини других споменика старог Египта, као што је храм у Карнаку.

## Галерија
- Колоси Аменхотепа
- Западни (јужни) колос
- Источни (северни) колос
- Постоље